# メンズ・サーナ・バスケット
メンズ・サーナ1871バスケット（Mens Sana 1871 Basket）は、イタリア・シエーナを本拠地とするプロバスケットボールクラブである。セリエA2バスケットに属する。別名「ポーリスポルティーバ・メンズ・サーナ」。

## スポンサー名称
- サポーリ・シエーナ (1973-1978)
- アントニーニ・シエーナ (1978-1981)
- サポーリ・シエーナ (1981-1983)
- Mister Day Siena (1983-1986)
- Conad Siena (1986-1989)
- ティチーノ・シエーナ (1989-1993)
- オリタリア・シエーナ (1993-1994)
- コマーソン・シエーナ (1994-1995)
- Cx Orologi Siena (1995-1996)
- フォンタナフレッダ・シエーナ (1996-1998)
- ドゥカート・シエーナ (1998-2000)
- モンテパスキ・シエーナ (2000-2014)
- Gecom Mens Sana Siena (2014-2019)

## 概略
1871年創設。1973年にセリエA初昇格。1990年代に入ると欧州レベルの大会にも出場を果たし、2004年に初優勝を果たしたが、2019年3月、財政難でセリエBから除外された。

## 主な成績
セリエA
- 優勝: 2003-04, 2006-07, 2007-08, 2008-09, 2009-10, 2010-11, 2011-12[1], 2012-13[1]

ユーロリーグ
- ファイナル4: 2003, 2004, 2008

## 歴代所属選手
- クシシュトフ・ラヴリノヴィチ
- デビッド・アンダーセン 1998-1999